# Bäverscout
Bäverscout är en tidigare förekommande åldersgrupp inom scouting i Svenska scoutförbundet, Nykterhetsrörelsens scoutförbund och KFUK-KFUMs scoutförbund. Bäverscout var man vanligtvis i åldrarna fem till sju år, med det berodde på vilket förbund som den lokala scoutkåren tillhörde.
Numera samlas alla scouter i Sverige i den gemensamma organisationen Scouterna och bäverscout är inte en åldersgrupp inom Scouternas program. Verksamhet för barn under 8 år kallas i stället för Familjescouting. Bäverscouting är mer vanligt utomlands, som i t.ex. Japan, Australien och USA.